# 厦滘站
廈滘站是廣州地鐵三號線的一座車站，車站位於中国广东省廣州市番禺區沙滘岛廈滘村厦滘南路迎宾路口以北的地底，本站以玫红色作為主色。於2006年12月30日随3号线一期全线開通而正式启用。
本站與位於附近的厦滘车辆段接軌。

## 車站結構

### 车站楼层
厦滘站共设有两层，地面为厦滘村、厦滘南路，地铁厦滘站公交站场及周边建筑，地下一層為站廳層；地下二層為3號線站台層。
| 地下一层 | 站厅     | 售票機、客服中心、商店、警务室、安检设施    |  |  |
| 地下二层 | 2 站台   | █3号线 机场北或天河客运站方向（下站：沥滘） |  |  |
|          | 岛式站台 |                                             |  |  |
|          | 1 站台   | █3号线 海傍方向（下站：大石）               |  |  |

### 站厅
为方便乘客进出，厦滘站站厅付费区设于站厅西侧。付费区站厅与站台之间设有四條扶手电梯、一台专用电梯以及一组楼梯供乘客往返。
厦滘站现时设有便利店和鸭脖店。此外，厦滘站设有自動售賣機、好易自助服务机等。

### 月台
厦滘站设有一个岛式月台，位于厦滘村厦滘南路东侧地底。
本站列车北行方向南端设有出段线，在晚高峰时段，由于需要投放更多列车来疏导客流，从厦滘车辆段駛出的列车可以直接驶入到本站开始载客。

### 出入口
厦滘站設有3個出入口，目前开通2个供乘客进出。初期A、B出入口均为无盖出入口，后陆续封闭进行改造加装雨棚。此外，C出口因涉及征地问题而尚未启用。
|                           |                         |      |          |                                                                            |
| 編號                      | 设施                    | 照片 | 出口指示 | 建議前往的目的地                                                           |
| A                         | 扶手电梯标志            |      | 厦滘南路 | 桂华街、厦滘村、岭南购物城名创优品、地铁厦滘站公交车站、地铁厦滘站公交总站 |
| B                         | 盲道标志 · 扶手电梯标志 |      | 迎宾路   | 厦滘南路、信基豪泰酒店用品城、五洲城国际建材中心、迪卡侬运动专业超市       |
| C                         |                         |      |          | （未啟用）                                                                 |
| 註： 設有 \| 設有扶手電梯 |                         |      |          |                                                                            |

## 接駁交通
厦滘站附近为地铁厦滘公交站场，有多条巴士线路供乘客前往洛溪岛、南浦岛以及南大路等地。
| 公交 \| 编号 \| 编号 \| 线路 \| 线路 \| 线路 \| 收费 \| 备注 \| \| ---- \| ----------------- \| ---------- \| ---- \| -------------------- \| ---- \| ------------------------------------------ \| \| \| 番56 \| 地铁厦滘站 \| ⇆ \| 广州雅居乐 \| 2元 \| 40–60分/班 每晚22:00后开出班次绕经华南新城 \| \| \| 番57 \| 广州碧桂园 \| ⇆ \| 南浦岛（锦绣半岛） \| 2元 \| 40–60分/班 \| \| \| 番58 \| 地铁厦滘站 \| ⇆ \| 华南新城临时公交总站 \| 2元 \| 30–70分/班 \| \| \| 番181 \| 地铁厦滘站 \| ⇆ \| 诜村 \| 2元 \| \| \| \| 番183 \| 地铁厦滘站 \| ⇆ \| 西三村 \| 2元 \| 20–30分/班 \| \| \| 番191 \| 地铁厦滘站 \| ⇆ \| 沙溪大道东 \| 1元 \| \| \| \| 公交地铁接驳专线4 \| 海龙湾 \| ⇆ \| 沙溪大道东 \| 2元 \| 20–30分/班 \| \| \| 公交地铁接驳专线5 \| 海龙湾 \| ⇆ \| 番禺区第二人民医院 \| 2元 \| 20–30分/班 \| |                   |            |      |                      |      |                                            |
| 编号 | 编号              | 线路       | 线路 | 线路                 | 收费 | 备注                                       |
| | 番56              | 地铁厦滘站 | ⇆    | 广州雅居乐           | 2元  | 40–60分/班 每晚22:00后开出班次绕经华南新城 |
| | 番57              | 广州碧桂园 | ⇆    | 南浦岛（锦绣半岛）   | 2元  | 40–60分/班                                 |
| | 番58              | 地铁厦滘站 | ⇆    | 华南新城临时公交总站 | 2元  | 30–70分/班                                 |
| | 番181             | 地铁厦滘站 | ⇆    | 诜村                 | 2元  |                                            |
| | 番183             | 地铁厦滘站 | ⇆    | 西三村               | 2元  | 20–30分/班                                 |
| | 番191             | 地铁厦滘站 | ⇆    | 沙溪大道东           | 1元  |                                            |
| | 公交地铁接驳专线4 | 海龙湾     | ⇆    | 沙溪大道东           | 2元  | 20–30分/班                                 |
| | 公交地铁接驳专线5 | 海龙湾     | ⇆    | 番禺区第二人民医院   | 2元  | 20–30分/班                                 |

## 利用狀況
厦滘站邻近上漖村、厦滘村，以及地铁厦滘巴士车站；由于本站是洛溪岛内第一个开通的地铁车站，因此除上漖村居民以及厦滘村居民外，还有岛内的沙溪村、住宅楼盘较为集中的洛溪新城、南浦岛等地区的居民利用巴士接驳方式乘搭地铁前往广州各地。因此本站的出入站客流量较高。到了2010年，洛溪站随2、8号线启用后，亦开始分流部分洛溪新城往广州市区西侧的居民。
由于早高峰期间，3号线往市区方向的沿途客流量大，且為了保證客村站不會累積過多乘客形成安全隱患，影響運營秩序，本站工作日早高峰7時45分至9時將視情況採取客流控制措施。

## 历史
厦滘站最初在2000年地下铁路規劃中出现，因應番禺撤市建區，3号线南延至番禺廣場。中途亦设置本站，车站位置与现时基本一致。
2002年，3號線全線動工，本站随后亦开始动工。2006年12月30日，本站随3号线一期全线開通運營，本站正式啟用。
2022年10-11月疫情期间，本站曾受防控措施影响，于2022年11月3日至11月14日20时、11月28日至11月30日下午暂停服务。

### 地铁厦滘站公交站场
在车站启用初期，车站附近的地铁厦滘站公交站场连同厦滘南路的产权一同归属于厦滘村。而2006年交通部门设置公交站场时，并没有征得厦滘村同意，因此厦滘村方面在车站启用后数天就拒绝让巴士进入厦滘南路，导致接驳公交线路只能在400多米外的五洲装饰城站停靠，乘客下了车，需走400米才能到地铁出入口。有关部门曾多次就此事进行协调，最终都被征地赔偿问题而卡住，这种情况持续了4年之久。
2009年7月1日下午，时任番禺区区委书记谭应华，带同番禺区交通部门的分管领导，来到厦滘站进行调研并协调，地铁、市交委、厦滘村委三方已取得初步共识，最终于2010年2月正式启用其公交站场。但到了7月，由于车站旁的厦滘南路进行路面施工，各巴士线路暂时迁移到厦滘牌坊西边的广场，工程完工后，于同年9月30日重新使用。